# Rothaeina mackinleyi
Espèce
Rothaeina mackinleyi est une espèce d'araignées aranéomorphes de la famille des Cybaeidae.

## Distribution
Cette espèce est endémique des États-Unis. Elle se rencontre en Oregon dans les comtés de Josephine, de Coos et de Jackson et en Californie dans le comté de Sierra.

## Description
La carapace du mâle holotype mesure 1,88 mm de long sur 1,60 mm.

## Systématique et taxinomie
Cette espèce a été décrite par Bennett en 2023.

## Étymologie
Cette espèce est nommée en l'honneur de McKinley Morganfield.

## Publication originale
- Bennett, Copley & Copley, 2023 : « Revision of the western Nearctic spider genus Cybaeina including the description of Neocybaeina gen. nov. and Rothaeina gen. nov. (Araneae: Cybaeidae: Cybaeinae). » Zootaxa, no 5318(1), p. 97-120.